# Ceará-Mirim
Ceará-Mirim – miasto i gmina w Brazylii, w stanie Rio Grande do Norte. Znajduje się w mezoregionie Leste Potiguar i mikroregionie Macaíba.